# Anden-Skunk
Der Anden-Skunk (Conepatus chinga) ist eine von vier Arten der Weißrüsselskunks innerhalb der als „Stinktiere“ bekannten Skunks. Er ist in Teilen Südamerikas von Peru bis Argentinien verbreitet.

## Merkmale
Der Anden-Skunk erreicht eine Gesamtlänge von etwa 46 bis 90 Zentimetern, die Weibchen sind dabei in der Regel etwas kleiner als die Männchen. Das Gewicht liegt bei etwa 2,3 bis 4,5 Kilogramm. Sie haben eine nackte hervorstehende Nase.
Das Fell des Anden-Skunks ist schwarz mit zwei weißen Streifen, die sich vom Nacken bis zum weitgehend weißen Schwanz ziehen. Eine weiße Gesichtszeichnung fehlt.
Sie sind Einzelgänger.

## Ernährung und natürliche Feinde
Andenskunks jagen Insekten, kleine Wirbeltiere wie Nager, Eidechsen oder Schlangen.
Der Andenskunk besitzt eine Art von Immunität gegen das Gift von Grubenottern.

## Verbreitung

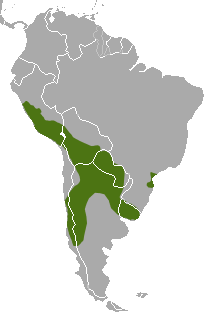
Verbreitungsgebiet des Anden-Skunks

Der Anden-Skunk ist im mittleren bis südlichen Südamerika verbreitet. Das Verbreitungsgebiet reicht von den Anden im südlichen Peru über Bolivien und das westliche Paraguay bis nach Uruguay, Chile und Argentinien, wo es bis zur Provinz Neuquén anzutreffen ist. Zudem wurde die Art aus der Region um São Paulo, Paraná und Santa Catarina im südlichen Brasilien nachgewiesen.
Dieser Skunk bevorzugt offene Steppengebiete und Geröllflächen in trockenen (ariden) Gebieten und durch Gebüsch geprägte Regionen. Er lebt in Felsspalten, hohlen Bäumen oder Bauen die von anderen Tieren verlassen wurden.

## Systematik
Der Anden-Skunk wird als eigenständige Art innerhalb der Gattung der Weißrüsselskunks (Conepatus) eingeordnet, die aus vier Arten besteht. Die wissenschaftliche Erstbeschreibung stammt von Juan Ignacio Molina aus dem Jahr 1782 anhand eines Individuums aus der Umgebung von Valparaíso. Innerhalb der Art werden mit der Nominatform Conepatus chinga chinga sowie Conepatus chinga budini, Conepatus chinga gibsoni, Conepatus chinga inca, Conepatus chinga mendosus, Conepatus chinga rex und Conepatus chinga suffocans sieben Unterarten unterschieden. Conepatus chinga rex wurde dabei zeitweise als synonym zu Conepatus chinga chinga betrachtet.
Innerhalb der Weißrüsselskunks stellt der Anden-Skunk die Schwesterart des Ferkelskunks (Conepatus leuconotus) dar, diesen beiden werden die verbleibenden Arten Patagonischer Skunk (Conepatus humboldtii) und Amazonas-Skunk (Conepatus semistriatus) als gemeinsames Taxon gegenübergestellt. In ihrer Gesamtheit stellen die Weißrüsselskunks die Schwestergruppe der in Nord- und Mittelamerika verbreiteten Gattungen der Streifenskunks (Mephitis) und Fleckenskunks (Spilogale) dar. Die Radiation der Arten innerhalb der Weißrüsselskunks fand vor etwa 11,2 Millionen Jahren statt. Damit erfolgte eine Einwanderung auf den südamerikanischen Kontinent lange vor der Bildung der zentralamerikanischen Landbrücke vor etwa 3 Millionen Jahren.

## Gefährdung und Schutz
Der Anden-Skunk wird von der International Union for Conservation of Nature and Natural Resources (IUCN) aufgrund des relativ großen Verbreitungsgebiets sowie der angenommenen stabilen Bestände und der vergleichsweise wenig veränderten Lebensräume als nicht gefährdet („least concern“) eingestuft. Sowohl der Rückgang der Tiere durch Bejagung noch durch Lebensraumverlust stellt aktuell eine so starke Gefährdung dar, dass eine Einstufung in eine Gefährdungskategorie notwendig ist.
Gefährdungen für die Art bestehen vor allem durch die starke Bejagung, speziell zur Gewinnung von Skunksfellen. Diese hatte ihren Höhepunkt in den 1970er und 1980er Jahren in Argentinien. Hinzu kommt eine teilweise starke Degradierung vor allem der extensiv nutzbaren Steppengebiete Patagoniens durch Überweidung und Bodenerosion.

## Belege
1. 1 2 3  Kevin Afflerbaugh: Conepatus chinga im Animal Diversity Web der University of Michigan Museum of Zoology. Abgerufen: 29. Dezember 2011.
2. 1 2 3 4  Conepatus chinga in der Roten Liste gefährdeter Arten der IUCN 2008. Eingestellt von: L. Emmons, K. Helgen, K., 2008. Abgerufen am 23. August 2013.
3. 1 2 3  Katrin Nyakatura, Olaf RP Bininda-Emonds: Updating the evolutionary history of Carnivora (Mammalia): a new species-level supertree complete with divergence time estimates. In: BMC Biology. 10, 2012. doi:10.1186/1741-7007-10-12
4. 1 2 3  Don E. Wilson, DeeAnn M. Reeder (Hrsg.):  Conepatus chinga (Memento vom 21. August 2016 im Internet Archive). In: Mammal Species of the World. A Taxonomic and Geographic Reference. 3. Auflage.